# 미소녀 게임
미소녀 게임(美少女ゲーム)은 만화 스타일의 2D 예쁜 소녀를 큰 비중으로 등장시켜 이들과의 관계, 접촉, 상호 작용이 주된 요소로 주로 연애 시뮬레이션이라 불리는 게임들로 통칭된다. 또한 영어권에서는 "데이팅 시뮬레이션" 이라고 하며, 이러한 장르의 게임이 더러 존재한다. 또한 미소녀 게임은 현재도 나오긴 하나, 수요층이 적은편이다. 그러나 일본에서 미소녀 게임은 게임 시장의 커다란 축이며, 특히 온라인 게임이 아닌 것 중에서는 단연 규모가 커서 인기 있는 작품은 100만 장 이상의 판매고를 기록한다.
그리고 많은 미소녀 게임은 비주얼 노벨 형태를 취하고 있다.

## 특성

### 게임 형태

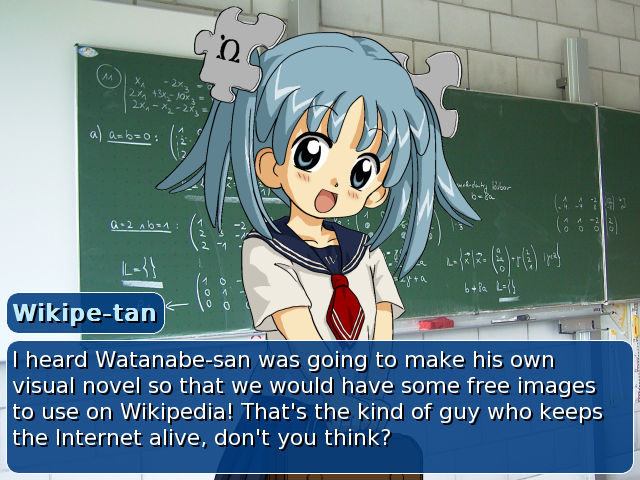
미소녀 게임의 형태 예시

미소녀라는 요소는 거의 모든 게임에 들어갈 수 있기 때문에, 미소녀 게임의 게임 형태는 폭이 매우 넓고, 실제로 초기 미소녀 게임은 독립된 장르로 보기 어려울 정도로 온갖 게임 형태를 다 취하고 있었다. 가령 《갈스 패닉》은 흔히 “땅따먹기”로 알려져 있는 《킥스》와 비슷한 게임인데, 확보된 영역의 색상만 바뀌는 것이 아니라 아래에 감춰져 있던 미소녀 그림이 나타나는 식이었다.
미소녀 게임은 컴퓨터·비디오 게임의 수가 비약적으로 많아지고 장르가 다양해진 요즘에는 미소녀의 전형을 주로 활용하는 게임을 부르는 말로 한정되었다. 기존 게임 형태에 미소녀라는 요소를 덧붙이는 것에서 벗어나, 게이머의 의사로 주인공을 조작하여 주인공의 일정을 설계하고, 이를 통해 미소녀와 만나고 대화함으로써 ‘호감도’ 내지 ‘친밀도’를 올리는 것을 목적으로 하는 게임들이 등장하기 시작했다. 이런 게임들은 게임 형태라는 측면에서 롤플레잉 게임이나 어드벤처 게임과 유사하다. 또, 중요한 의사 결정 이외에는 게이머가 참여할 여지가 없는, 주로 남성을 대상으로 한 연애 소설에 가까운 작품들도 나타났다. 이 작품들은 주로 비주얼 노벨로 불린다.
다른 게임 산업에서 3차원 그래픽이 폭넓게 받아들여지고 있는 데에 반해 미소녀 게임 대다수는 아직도 2차원으로 남아 있다. 이는 다른 게임 장르들, 예컨대 전략 시뮬레이션 게임에서는 지형 지물의 묘사가 중요하지만 미소녀 게임에서는 인물의 묘사가 최우선이라는 단순한 까닭으로 추측해볼 수 있다. 3차원 모델을 사용함으로써 얻을 수 있는 장점들은 비용 문제로 인해 대부분 상쇄되고 말았다. 2001년에 발매된 최초의 3차원 미소녀 게임인 《두근두근 메모리얼3》의 판매 실적이 예상보다 저조했던 것도 많은 제작사들에게 영향을 끼쳤다. 현재 대부분의 미소녀 게임은 2차원 그림들의 슬라이드 쇼에 문자와 음성을 덧붙인 형태를 취하고 있다.

## 같이 보기
- 미소년 게임
- 비주얼 노벨
- 연애 시뮬레이션 게임
- 에로게
- AGTH